# Зубчанинов, Сергей Иванович
Сергей Иванович Зубчанинов (27 июня 1864, Псковская губерния — 1935) — русский государственный деятель.

## Биография
Родился в дворянской семье.
Окончил Псковский кадетский корпус (1882) и Николаевское инженерное училище (1885), откуда выпущен был подпоручиком в лейб-гвардии Саперный батальон.
В 1890 году вышел в запас в чине поручика. В том же году был назначен земским начальником 3-го Псковского уезда, в 1902 году — земским начальником 2-го участка того же уезда. С 1892 года состоял членом Псковских губернского и с 1893 года епархиального училищных советов, почетный мировой судья Псковского (1893) и Порховского (1902) уездов.
В 1905—1913 годах председатель Псковской уездной земской управы. Член попечительского совета Мариинской женской гимназии (1905) и Псковского отделения Дворянского земельного банка (1907). С 1908 года постоянный член Совета по делам местного хозяйства Министерства внутренних дел.
10 июня 1911 года избран членом III Государственной думы на место скончавшегося A. Н. Ткачёва). Входил во фракцию русских националистов.
В 1912 году избран членом Государственного совета от псковского земства, примкнул к правой группе, позже перешёл в состав группы правого центра. С 1913 года псковский губернский предводитель дворянства.
С 1914 года действительный статский советник.
С 1915 года состоглавноуполномоченный по устройству беженцев северного района, представитель Верховного начальника санитарной и эвакуационной части. В сферу полномочий входили, помимо других областей, белорусские губернии: Виленская, Гродненская, Витебская, Минская, Могилевская. Главноуполномоченные определяли порядок выселения с территории фронтов, направления и способы транспортировки беженцев на новое место жительства вглубь страны.
В 1917 году член Поместного собора по избранию от Государственного Совета. На Собор не прибыл.
Начиная с сентября 1917 года, жил в Тифлисе. 13 февраля 1930 года был арестован ОГПУ по обвинению «в переписке с заграницей и активном выступлении против советской власти».  Он переписывался с сыном, получившем образование в Англии и служившим там инженером. 26 мая 1930 года приговорён к 3 годам ИТЛ и направлен по этапу в Москву.

## Семья
- Жена — Екатерина Александровна в замужестве Зубчанинова, товарищ председательницы Псковского отделения попечительства о слепых Императрицы Марии Александровны[4]
  - Сын — инжернер в Англии[3].
  - Дочь — Наталья Сергеевна в замужестве Иевлева, к 1930 году уже вдова, обращалась в Помполит за помощью отцу[3].

## Награды
Награждён орденами св. Станислава II степени (1904), св. Анны II степени (1908), св. Владимира IV (1911) и III (1916) степени.

## Адреса
- 1911-1914? —  Псков, Кахановский бульвар «бывший Станкевича, ныне Карамышева»  18[4]